# Heterachthes bilineatus
Heterachthes bilineatus är en skalbaggsart som först beskrevs av Bates 1885.  Heterachthes bilineatus ingår i släktet Heterachthes och familjen långhorningar.
Artens utbredningsområde är Guatemala. Inga underarter finns listade i Catalogue of Life.